# Dobór losowy
Dobór losowy – taki dobór elementów z populacji do próby statystycznej, w którym wszystkie elementy populacji (przedmiotów, regionów, ludzi itp.) mają znane szanse (znane prawdopodobieństwo) dostania się do próby.
Badacz eksperymentuje na próbie, która jest podzespołem populacji, po to, aby nie badać całej populacji (populacje są zwykle bardzo liczne). W związku z tym zależy mu na tym, aby próba była jak najbardziej podobna do populacji (była miniaturką populacji). Jeśli próba jest taką miniaturką, to badacz może spodziewać się, że wyniki eksperymentu uzyskane na próbie byłyby takie same jak wyniki uzyskane na populacji. Można powiedzieć, że badacz stara się na podstawie własności próby (wartości estymatorów) oszacować własności populacji (wartości parametrów).
Przykład.
Badacz zastanawia się, jaka jest przeciętna masa Polaka. Aby się o tym dowiedzieć, nie musi ważyć wszystkich Polaków. Wystarczy, że dobierze taką próbę, która będzie charakterystyczna dla całej populacji Polaków. Badacz nie może dobierać według swojego uznania osób badanych. Ucieka się do doboru losowego, zakładając, że jeśli ślepy traf zrządzi tym, kto znajdzie się w jego próbie, to nie ma powodów przypuszczać, że grupa ta będzie składała się z samych chudych lub z samych otyłych. Jeśli dobór był losowy, to struktura próby jest prawdopodobnie taka jak struktura populacji.
Tego rodzaju wnioskowanie jest obarczone błędem wynikającym z przybliżenia (cechy próby będą jedynie przybliżone do cech populacji). Na wyniki uzyskane przy pomocy doboru losowego wpływa też błąd systematyczny wynikający z niewłaściwego próbkowania i innych możliwych systematycznych błędów. Błędy doboru próby nie występują w próbie o wielkości równej wielkości populacji.
Istotą doboru losowego nie jest losowanie, ale prawdopodobieństwo znalezienia się w próbie.
Jeśli badacz na przykład zastanawia się, ilu Polaków z jego miasta wyjechało za granicę do pracy, i postanowi, że przebije cyrklem książkę telefoniczną i będzie dzwonić do wszystkich abonentów, którzy zostali „przedziurawieni”, pytając ich, czy ktoś z rodziny wyjechał, to jest to wprawdzie ślepe losowanie, ale nie jest to dobór losowy. Nie wszyscy mieszkańcy jego miasta mieli bowiem szanse znalezienia się w jego próbie. Niektórzy nie mają telefonów, mają zastrzeżone numery lub innego operatora. Oznacza to, że mimo inteligentnego losowania dobór nie jest losowy, a wyniki z próby nie mogą być uogólnione na populację mieszkańców jego miasta.